# أنيكا فالكنغرين
أنيكا فالكنغرين (بالسويدية: Annika Falkengren)‏ (12 أبريل 1962) هي مصرفية سويدية تشغل منذ نوفمبر 2005 منصب الرئيس والمدير التنفيذي لمجموعة إس إي بي البنكية (SEB) السويدية.

## النشأة
ولدت آنا في 12 أبريل 1962 في بانكوك عاصمة تايلاند حيث كان والدها يعمل ديبلوماسياً سويديا في تايلاند.

## الدراسة والعمل
تخرجت آنا بدرجة عالية في تخصص الاقتصاد من جامعة ستوكهولم،  وبدأت مسيرتها في مجموعة إس إي بي البنكية كمتدربة،  وفي 1987 بدأت العمل رسميا مع المجموعة حيث اختصت بالتجارة في سوق رأس المال من 1988 إلى 1990. ثم أصبحت رئيس نفس القسم من 2001 إلى 2004. وفي 1 يناير 2006 اختارها مجلس الإدارة لتولي منصب المدير التنفيذي للمجموعة ثم رئيسة للمجموعة بعد انتقال رئيسه السابق «لارس ثونل» إلى البنك الدولي.
في 2011 ترشحت لتكون عضوة في مجلس إدارة فولكس فاجن.

## التكريمات
في تصنيف لمجلة فورتشن، احتلت آنيكا المركز السابع ضمن تصنيف «أعظم 100 سيدة في مجال المال والأعمال في العالم» بما في ذلك المركز الثاني أوروبيا في 2008، وفي 2010 احتلت المركز الثامن في نفس التصنيف.
مجلة فيكانس أفيرير السويدية اختارت آنيكا ضمن "أعظم سيدات الأعمال السويديات في 2005"، أما جريدة فينانسيا نيوز فقد اختارتها في المركز 68 ضمن أعظم 100 شخص في سوق رأس المال في 2015".